# Can Vila (Bordils)
Can Vila és una obra de Bordils (Gironès) inclosa a l'Inventari del Patrimoni Arquitectònic de Catalunya. És un edifici residencial de planta quadrada desenvolupada en planta baixa i dos pisos, amb coberta a tres vessants acabades amb barbacana suportada per bigues de formigó. Les façanes són arrebossades, amb esgrafiats a les llindes de les obertures del primer pis. A la façana principal hi ha un petit porxo que marca l'accés a la casa, amb un balcó amb balustrada a la part superior.